# 美国陆军第35步兵师
美國第35步兵師（英語：35th Infantry Division）是美國陸軍國民警衛隊的一個師級部隊，曾參與第一次世界大戰和第二次世界大戰。